# Молочай Сояка
Молоча́й Сояка (Euphorbia sojakii) — вид трав'янистих рослин з родини молочайні (Euphorbiaceae).

## Опис
Багаторічна рослина 45–70 см заввишки. Має розгалужене кореневище. Листки чергові, ушир 20–35 мм, неглибоко серцеподібно сидячі. Стеблові листки довгасто-лопатоподібні, розширені у верхній третині або посередині. Плід — сферична коробочка в діаметрі 3.5–6 мм, укритий довгими волосками й маленькими бородавочками. Період цвітіння: червень — липень.

## Поширення
Ендемік Східних Карпат — України, Польщі, Словаччини, Румунії.
В Україні вид зростає у гірських лісах — у Карпатах (Бескиди, Вулканічні Карпати і Закарпаття).